# Tanyderidae
Famille
Tanyderidae est une famille d'insectes diptères nématocères.

## Liste des genres
Selon Catalogue of Life (1 mars 2013) :
- genre Araucoderus
- genre Eutanyderus
- genre Peringueyomyina
- genre Protanyderus
- genre Protoplasa
- genre Radinoderus
- genre Tanyderus

Selon ITIS (1 mars 2013) :
- genre Protanyderus
- genre Protoplasa